# Tre Valli Varesine 2019
La Tre Valli Varesine 2019, novantanovesima edizione della corsa, valevole come evento dell'UCI Europe Tour 2019 e della Ciclismo Cup 2019, di categoria 1.HC, si è svolta l'8 ottobre 2019 su un percorso di 197,8 km, con partenza da Saronno e arrivo a Varese, in Italia. La vittoria fu appannaggio dello sloveno Primož Roglič, il quale completò il percorso in 4h40'46", precedendo l'italiano Giovanni Visconti e il lettone, vincitore della precedente edizione, Toms Skujiņš.

## Squadre e corridori partecipanti
| N.      | Cod. | Squadra           |
| ------- | ---- | ----------------- |
| 1-7     | TFS  | Trek-Segafredo    |
| 11-17   | INS  | Team Ineos        |
| 21-27   | MOV  | Movistar Team     |
| 31-36   | TJV  | Team Jumbo-Visma  |
| 41-47   | BOH  | Bora-Hansgrohe    |
| 51-57   | TBM  | Bahrain-Merida    |
| 61-67   | AST  | Astana Pro Team   |
| 71-77   | UAD  | UAE Team Emirates |
| 81-87   | ALM  | AG2R La Mondiale  |
| 91-97   | LTS  | Lotto-Soudal      |
| 101-107 | SUN  | Team Sunweb       |

| N.      | Cod. | Squadra                       |
| ------- | ---- | ----------------------------- |
| 111-117 | GFC  | Groupama-FDJ                  |
| 121-127 | EF1  | EF Education First            |
| 131-137 | TDD  | Team Dimension Data           |
| 141-147 | CJR  | Caja Rural-Seguros RGA        |
| 151-157 | ICA  | Israel Cycling Academy        |
| 161-167 | BRD  | Bardiani CSF                  |
| 171-177 | COF  | Cofidis, Solutions Crédits    |
| 181-187 | GAZ  | Gazprom-RusVelo               |
| 191-197 | ANS  | Androni Giocattoli-Sidermec   |
| 201-207 | NSK  | Neri Sottoli Selle Italia KTM |
| 211-217 | NIP  | Nippo-Vini Fantini-Faizanè    |

## Ordine d'arrivo (Top 10)
| Pos. | Corridore          | Squadra      | Tempo    |
| ---- | ------------------ | ------------ | -------- |
| 1    | Primož Roglič      | Jumbo        | 4h40'46" |
| 2    | Giovanni Visconti  | Neri Sottoli | a 3"     |
| 3    | Toms Skujiņš       | Trek         | s.t.     |
| 4    | Andrea Vendrame    | Androni      | s.t.     |
| 5    | Sergio Higuita     | EF           | s.t.     |
| 6    | Tiesj Benoot       | Lotto-Soudal | s.t.     |
| 7    | Kristian Sbaragli  | Israel C.A.  | s.t.     |
| 8    | Tao Geoghegan Hart | Ineos        | s.t.     |
| 9    | Damiano Caruso     | Bahrain      | s.t.     |
| 10   | Tim Wellens        | Lotto-Soudal | s.t.     |